# アーサール・テヴフィク (装甲艦)
| 竣工時の「アーサール・テヴフィク」 | |
| 艦歴                               | |
| 発注                               | ラ・セーヌ造船所 |
| 起工                               | 1867年 |
| 進水                               | 1868年 |
| 就役                               | 1870年 |
| 退役                               | 1913年2月戦没 |
| その後                             | 1903年-1906年近代化改装 |
| 除籍                               | 1913年 |
| 前級                               | オスマニイェ級 |
| 後級                               | アーサール・シェヴケド級 |
| 性能諸元（竣工時）                 | |
| 排水量                             | 常備：4,687トン |
| 全長                               | 83.01m |
| 全幅                               | 16m（砲郭部） |
| 吃水                               | 6.5m |
| 機関                               | 型式不明石炭専焼缶-基 +レシプロ機関1基1軸推進 |
| 最大出力                           | 3,560hp |
| 最大速力                           | 13.0ノット（機関航行時） |
| 航続距離                           | -ノット/-海里（石炭:400トン） |
| 乗員                               | 320名 |
| 兵装                               | 1849年型 22.9cm（13.9口径）単装砲8基 （1861年：1858年型 22.5cm単装砲6基 1866年型 21cm単装砲2基 1859年型 8.7ｃm（24口径）単装速射砲2基 1862年型 6.4cm単装速射砲2基） |
| 装甲（鉄製）                       | 舷側：203mm（最大厚） シタデル：152mm（壁面） 砲郭部：203mm（最大厚） 司令塔：-mm                                                                                   |
| 性能諸元（1906年近代化改装後）     | |
| 排水量                             | 常備：-トン |
| 全長                               | 83m |
| 全幅                               | 16m |
| 吃水                               | 6.27m |
| 機関                               | ニクローズ式石炭専焼缶6基 +三段膨脹型レシプロ機関2基2軸推進 |
| 最大出力                           | 6,000hp |
| 最大速力                           | 15.5ノット |
| 航続距離                           | 12ノット/3,500海里 |
| 乗員                               | 259名 |
| 兵装                               | 15cｍ（40口径）単装速射砲3基 12cm（40口径）単装速射砲7基 5.7cm（43口径）単装速射砲6基 4.7cm（43口径）単装速射砲3基                                                  |
| 装甲                               | 舷側：102～229mm 甲板：76mm 砲郭部：-mm 司令塔：152mm |

アーサール・テヴフィク (トルコ語: Âsâr-ı Tevfik) はオスマン帝国海軍の装甲艦 (装甲コルベット, Zırhlı korvet)で同型艦はない。

## 艦形と武装

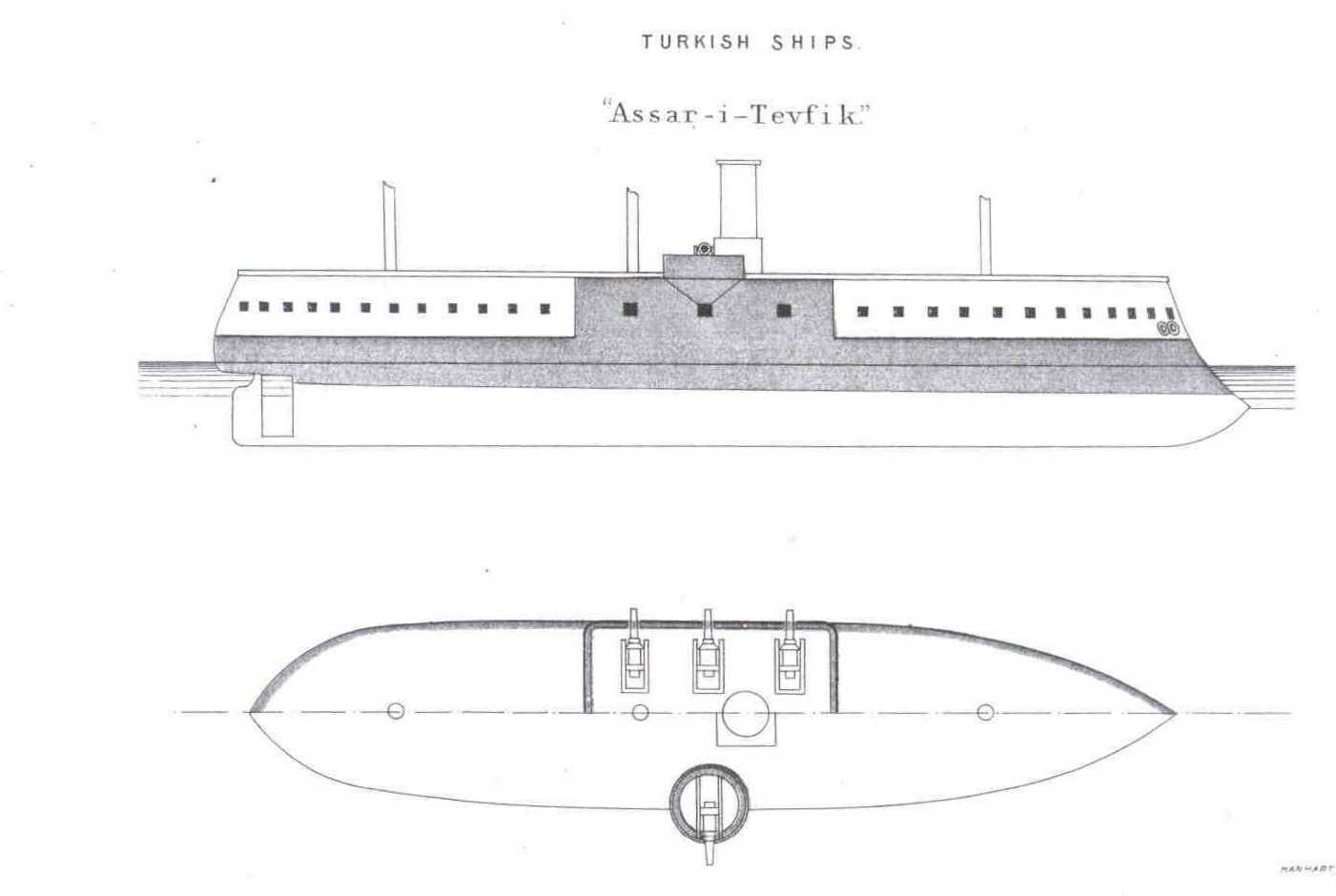
装甲艦「アーサール・テヴフィク」の武装と装甲配置図。

本級の船体形状は当時、フランス海軍が主力艦から軽艦艇に至るまで主に導入していたタンブル・ホーム型船体である。これは、水線部から上の構造を複雑な曲線を用いて引き絞り、船体重量を軽減できる船体方式で、他国では帝政ロシア海軍やドイツ海軍、アメリカ海軍の前弩級戦艦や巡洋艦にも採用された。外見上の特徴として水線下部の艦首・艦尾は著しく突出し、かつ舷側甲板よりも水線部装甲の部分が突出すると言った特徴的な形状をしている。このため、水線下から甲板に上るに従って船体は引き絞られ甲板面積は小さくなっている。これは、備砲の射界を船体で狭められずに広い射界を得られる船体形状であった。
船体の基本形状は列強の装甲艦と同じく艦首水面下に衝角をもつ平甲板型船体に3本のマストを持つ当時の一般的な装甲艦の形態である。1番マストの後ろに1本煙突が立ち、その背後に船橋（ブリッジ）が設けられ、その両脇の甲板上に主砲のイギリスのアームストロング社製「22.9cm（13.9口径）アームストロング砲」を乗せたバーベットが片舷1基ずつ配置された。2番マストと3番マストの順である。
船体中央部の砲郭部には22.9cm砲が単装砲架で片舷3基ずつを配置し、甲板上のものと合わせて計8基を搭載した。水線面と砲門部には厚さ102～229mm装甲を舷側に貼っていた。

### 就役後の武装更新
本艦は1891年に武装の更新が行われ、バーベット上のは「21cm単装砲」2基に改められ、砲郭内は「22.5cm単装砲」6基に更新された他、近接戦闘用に「1859年型 8.7ｃm（24口径）単装砲」2基、「1862年型 6.4cm（-口径）単装砲」を2基を甲板上に配置した。

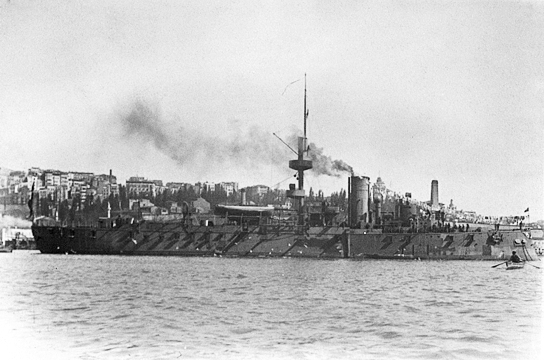
近代化改装後のアサル・テヴフィク

更に、1900年代に近代化改装を受けた折に帆走設備と甲板上のバーベットは全て撤去され、甲板上の構成は艦首から主砲の「15cm（40口径）速射砲」を防盾の付いた単装砲架で1基、その後部に上部構造物が設けられ、上に探照灯台を載せた装甲司令塔が立つ。煙突の位置はそのままで煙管型の通風筒が並列で2本立てられた。その舷側部には15cm速射砲が片舷1基ずつ配置された。煙突の後部に大型化した船橋を持つ操舵艦橋、見張り所に4.7cm単装機砲3基を配置するミリタリー･マスト1本の構成となり、艦載艇は後部甲板上に配置され、艦尾部に2本1組のボート･ダビッドが片舷2組の計4組により運用された。船体中央部の砲門は中央部の3箇所を除いて塞がれ、舷側の艦首尾部には通風用の舷窓が設けられた。舷側の砲門部には「アームストロング 12cm（40口径）速射砲」を単装砲架で片舷3基ずつと、後部甲板上に防盾の付いた単装砲架で1基を配置して計7基した。他に近接戦闘用に「オチキス 5.7cm（43口径）単装砲」を単装砲架で6基を甲板上に配置されて外見上は装甲巡洋艦の様になった。

## 艦歴
フランスのForges et chantiers de la Méditerranéeで建造。1865年、エジプト政府により「Ibrahimiye」として発注。1867年起工。1868年進水。1868年8月29日、オスマン帝国海軍へ引き渡し。1870年就役。
- 1903年 一時除籍、ドイツで近代化改装開始。
- 1906年 近代化改装完了、再就役。
- 1912年 12月16日オスマン艦隊によるイムロス島攻撃で前弩級戦艦ハイレディン・バルバロッサ級「バルバロス・ヘイレッディン」、「トゥルグト・レイス」装甲艦「メスディエ」と駆逐艦4隻と共に出撃するもギリシャ艦隊に敗北。（「エリの海戦」）
- 1913年 1月18日オスマン艦隊によるレムノス島攻撃で前弩級戦艦「バルバロス・ヘイレッディン」、「トゥルグト・レイス」装甲艦「メスディエ」と駆逐艦4隻と共に出撃するもギリシャ艦隊に敗北。（「レムノスの海戦」）

### 第一次バルカン戦争
1913年2月8日、「アーサール・テヴフィク」はPodimaを砲撃するため接近中に砂州に乗り上げ、自力での離礁を試みたが成功しなかった。「アーサール・テヴフィク」には無線が搭載されていなかったため、イスタンブールとの連絡のために小部隊が岸へ送られた。翌日輸送船「Giresun」などが派遣され、装備や弾薬、石炭の回収作業を実施。2月12日に作業は完了し、「アーサール・テヴフィク」乗員も収容して作業部隊は撤収した。その後、「アーサール・テヴフィク」はブルガリア軍の砲撃で破壊された。

## 参考図書
- 「Conway All The World's Fightingships 1860-1905」（Conway）
- 「世界史リブレット　小松香織著　オスマン帝国の近代と海軍」(山川出版社)2004年2月出版
- 「山川歴史モノグラフ　小松香織著　オスマン帝国の海運と海軍」(山川出版社)2002年11月出版